# Клаус Барби
Николаус „Кла́ус“ Ба́рби (на немски: Klaus Barbie) е офицер от СС и Гестапо, служил по време на Втората световна война в Лион. Осъждан 3 пъти задочно във Франция (1947, 1952, 1954 г.), като последното му осъждане е от 1987 г.
Той е известен като „Касапинът от Лион“, защото лично измъчва френски затворници на Гестапо, докато живее в Лион. След войната, американските разузнавателни служби го използват заради антимарксистките му уклони и му помагат да избяга в Боливия, Южна Америка.
Западногерманската разузнавателна служба по-късно го вербува. Барби е заподозрян, че е имал принос в боливийския държавен преврат, организиран от Луис Гарсия Меса през 1980 г. След падането на диктатурата, Барби вече няма защита от правителството в Ла Пас и през 1983 г. е екстрадиран във Франция, където е осъден за престъпления срещу човечеството. Умира от рак в затвора на 25 септември 1991 г.

## Биография

### Ранен живот
Николаус „Клаус“ Барби е роден на 25 октомври 1913 г. в Бад Годесберг, който днес е част от Бон. Семейството на Барби е от Мерзиг, в Саар, близо до френската граница. Възможно е неговите предци да са френски римокатолици на име Барбиер, които напускат Франция по време на Френската революция. През 1914 г. баща му, наричан още Николаус, е принуден да се бие през Първата световна война. Той се връща като гневен човек. Ранен във врата в битката при Вердюн и е заловен от французите, които той мрази, и никога не оздравява напълно. Става алкохолик, който малтретира децата си. До 1923 г., когато е на 10 години, Клаус Барби учи в местното училище, където преподава баща му. След това посещава международното училище в Трир и се облекчава, че е далеч от баща си. През 1925 г. цялото семейство Барби се премества в Трир.
През юни 1933 г. по-малкият брат на Барби, Курт, умира на 18 години от хронично заболяване. По-късно същата година, баща им умира. Смъртта на баща му променя плановете на 20-годишния Барби да учи теология или по друг начин да стане академик, както очакват неговите колеги. Макар да е безработен, Барби е взет в нацистката Служба за трудова повинност. На 26 септември 1935 г. на 22 години той се присъединява към СС (член 272 284) и започва да работи в СД, която действа като разузнавателна група на нацистката партия. На 1 май 1937 г. става член номер 4 583 085 на НСДАП.

### Втора световна война
След германското завоевание на Нидерландия е назначен в Амстердам. През 1942 г. е изпратен в Дижон, Франция, в окупираната зона. През ноември същата година, на 29-годишна възраст, е назначен в Лион за началник на местното Гестапо. Той прави за свое седалище хотел „Терминус“ в Лион, където лично измъчва възрастни и деца затворници: чупейки крайници, използвайки електрошок и сексуално злоупотребява с тях (включително с кучета), сред които и други методи. Той става известен като „Касапинът от Лион“. Дъщерята на лидер на френската съпротива, базирана в Лион, твърди, че баща ѝ е бил бит и дран жив, а главата му е потопена в кофа с амоняк.
Историците смятат, че Барби е пряко отговорен за смъртта на до 14 000 души. Той арестува Жан Мулен, един от най-високопоставените членове на френската съпротива и най-известният му пленник. През 1943 г. е награден с Железен кръст от Адолф Хитлер за кампанията си срещу френската съпротива и за залавянето на Мулен.
През април 1944 г. Барби разпорежда депортирането в Аушвиц на група от 44 еврейски деца от сиропиталище в Изьо. След това се присъединява към Сипо-СД на Лион в отстъплението си в Брюр, където през септември 1944 г. той води антипартизанска атака в Реупал.

### След войната
След Втората световна война Клаус Барби се завръща в Германия. В 1947 г. т.нар. Висш съд по правосъдието във Франция го осъжда на смърт, обаче Барби започва да сътрудничи на американската тайна служба CIC. Според някои сведения, работел за боливийските власти в борбата им срещу партизаните на Че Гевара..
През 1965 г. Барби е назначен от Западногерманската чуждестранна разузнавателна агенция Bundesnachrichtendienst (БНД) под кодовото име „Адлер“ (Орел) и регистрационен номер V-43118. Първоначалната му месечна заплата от 500 германски марки е прехвърлена през май 1966 г. на сметка на Chartered Bank of London в Сан Франциско. По време на работата си с БНД, Барби прави най-малко 35 доклада до централата на БНД в Пулах.
Барби емигрира в Боливия, където живее добре в Кочабамба, под псевдонима Клаус Алтман. За него е по-лесно да намери работа там, отколкото в Европа, и се радва на отлични отношения с високопоставени боливийски служители, включително боливийските диктатори Уго Банзер и Луис Гарсия Меса. „Алтман“ е известен с немските си националистически и антикомунистически позиции. Докато е ангажиран в търговията с оръжия в Боливия, той е назначен с ранг на подполковник в рамките на Боливийските въоръжени сили.
В годините 1980 – 1981 е съветник по сигурността на президента на Боливия Луис Гарсиа Меса, като играе важна роля по време на установения по това време в страната неофашистки режим..

## Екстрадиция, процес
Барби е идентифициран в Перу през 1971 г. от Беата Кларсфелд (ловци на нацисти от Франция), които се натъкват на таен документ, който разкрива псевдонима му. На 19 януари 1972 г. тази информация е публикувана във френския вестник L'Aurore, заедно с фотография на Алтман, която е получена от германец, живеещ в Лима. Въпреки големите протести Барби успява да се върне в Боливия, където правителството отказва да го екстрадира, заявявайки, че Франция и Боливия не са имали договор за екстрадиция и че давността за престъпленията му е изтекла.
През 1983 г. новоизбраното демократично правителство на Ернан Суасо арестува Барби в Ла Пас, на основание, че дължи на правителството 10 000 долара за стоки, които е трябвало да достави, но няколко дни по-късно правителството го екстрадира във Франция, където е изправен пред съд.
През 1984 г. Барби е обвинен за престъпления, извършени като началник на Гестапо в Лион между 1942 и 1944 г. Процесът започва на 11 май 1987 г. в Лион. Необичайно съдът позволява процеса да бъде заснет, заради историческата му стойност. Направена е специална съдебна зала с места за около 700 посетители. Главният прокурор е Пиер Трухе.
Защитата на Барби е финансирана от швейцарския финансист Франсоа Генуд и поета от адвоката Жак Вержес. Той е съден за 41 отделни престъпления срещу човечеството, базирани на 730 евреи и оцелели от френската съпротива, които описват как измъчвал и убивал затворници. Бащата на френския министър на правосъдието Роберт Бадинтер почива в Собибор, след като е депортиран от Лион по време на управлението на Барби.
Барби твърди, че екстрадирането му е технически незаконно и иска да бъде извинено от процеса и се връща в килията си в затвора Сен-Пол. Това е предоставено. Той е върнат в съда на 26 май 1987 г., за да се изправи срещу някои от неговите обвиняеми, за чието свидетелства той „няма какво да каже“.
Адвокатът на Барби, има репутация да атакува френската политическа система, особено в историческата Френска колониална империя. Стратегията му е да се използва процесът, за да се говори за военни престъпления, извършени от Франция през 1945 г. Това не е свързано с процеса, а с желанието на Верже да подкопае петата френска република. Той получава наказателно преследване, за да отхвърли някои от обвиненията срещу Барби, поради френското законодателство, което защитава френски граждани, обвинени в същите престъпления при Режим на Виши и във Френски Алжир. Верже се опитва да твърди, че действията на Барби не са били по-лоши от предполагаемите обикновени действия на колониалистите по целия свят и че процесът му е равносилен на избирателно преследване. По време на своя процес Барби казва: „Когато стоя пред Божия престол, ще бъда признат за невинен.“
Съдът отхвърля аргумента на защитата. На 4 юли 1987 г. Барби е осъден на доживотен затвор. Той умира в затвора в Лион 4 години по-късно от левкемия и рак на гръбначния стълб и простатата на 77-годишна възраст.

## Личен живот
През април 1939 г. Барби се сгодява с Реджина Маргарета Уилмс, 23-годишната дъщеря на пощенски служител и има две деца от нея – син Клаус-Георг Алтман и дъщеря Уте Меснер. През 1983 г. Франсоа Крозие, френската снаха на Клаус Барби, в интервю заявява, че ЦРУ отвлича Клаус-Георг през 1946 г., за да се увери, че баща му извършва разузнавателни мисии за агенцията. Крозие се среща с Клаус-Георг, докато и двамата са студенти в Париж. Те се женят през 1968 г., имат три деца и живеят в Европа и Боливия, използвайки фамилното име Алтман. Крозие казва, че когато се омъжила не е знаела кой е свекърът ѝ, но можела да отгатне причините за германец да се засели в Южна Америка след войната. Клаус-Георг загива при катастрофа през 1991 г.